# Едуард, Черния принц
Едуард от Уудсток (на английски: Edward of Woodstock), наричан още Черния принц е първороден син на Едуард III и Филипа дьо Ено. Роден е през 1330 г. През 1337 г. е обявен за първи херцог на Корнуол, а през 1343 г. – за принц на Уелс. Присъединявайки се към войната на баща си с Франция, той се проявява в битката при Креси (1346). Наречен е от френските рицари Черният принц заради черната си броня. През 1355 г. ръководи военната експедиция в Аквитания и следващата година побеждава и пленява френския крал Жан II Добрия при Поатие 1356 година.
Едуард е обявен за граф на Аквитания (1363) и със съпругата си Джоан Кентска създават кралски двор в Бордо. През 1367 г. оказва подкрепа на Педро Жестоки в борбата за трона на Кастилия и след битката при Нахера временно го връща на трона. Войната изисква средства и Едуард налага тежки данъци на аквитанските благородници, които се съюзяват с френския крал Шарл V и последният възобновява войната. След като войната с Шарл е загубена, Едуард, разгневен от пораженията превзема и опожарява Лимож, а много от гражданите са изклани. Лошото му здраве го принуждава да напусне Франция (1373) и да остави ръководството на брат си Джон Гонт, който да се опитва да задържи английските владения.
Здравословното му състояние му подсказва, че той няма да може да наследи баща си, Едуард III, което го кара да заеме страната на канцлерската партия в борбата за управление на Англия срещу Джон Гонт, за да гарантира по този начин наследяването на престола от сина му Ричард. Поддържа т.нар. Добър Парламент от 1376 г., обвинява двама членове на правителството, че са слуги на Гонт и Алис Пепърс (метреса на краля). Същата година Едуард Черният принц умира от дизентерия.